# 帕拉帕蒂
帕拉帕蒂（Pallapatti），是印度泰米尔纳德邦Dindigul县的一个城镇。总人口11807（2001年）。

## 人口
该地2001年总人口11807人，其中男性5975人，女性5832人；0—6岁人口1460人，其中男722人，女738人；识字率61.50%，其中男性为69.47%，女性为53.33%。